# 2011 في الكويت
فيما يلي قوائم الأحداث التي وقعت في الكويت خلال عام 2011.

## المناصب
- أمير الدولة : صباح الأحمد الجابر الصباح
- ولي العهد: نواف الأحمد الجابر الصباح
- رئيس الوزراء : ناصر المحمد الأحمد الصباح (حتى 30 نوفمبر) جابر المبارك الصباح (منذ 30 نوفمبر)

## أحداث
- الاحتجاجات الكويتية.

## وفيات
- منصور المنصور - ممثل[1]
- جاسم شهاب - شاعر وإعلامي[2]
- رابحة - مغنية[3]
- خليل زينل - ممثل ومخرج
- ناصر الخرافي - رجل أعمال
- خالد الأحمد الجابر الصباح - وزير